# Троијани (Авелино)
Троијани је насеље у Италији у округу Авелино, региону Кампанија.
Према процени из 2011. у насељу је живело 160 становника. Насеље се налази на надморској висини од 420 м.